# Gcinile Moyane
Gcinile Moyane (sinh ngày 12 tháng 5 năm 1980 tại Mbabane) là một nữ vận động viên chạy nước rút Swazi đã nghỉ hưu, chuyên về 200 mét. Moyane đủ điều kiện cho đội tuyển Swazi ở nội dung 200 mét nữ tại Thế vận hội Mùa hè 2004 ở Athens bằng cách nhận được một khe cắm thẻ hoang dã từ IAAF. Chạy đua với 7 vận động viên khác ở lượt thứ 3, Moyane đã phá vỡ kỷ lục Swazi 25,62 để giành vị trí thứ sáu và cuối cùng, nhưng kết thúc sau nhà lãnh đạo Cydonie Mothersill của Quần đảo Cayman hơn ba giây. Moyane không thể tiến vào vòng hai khi cô đặt xa hơn từ hai vị trí tự động cho giai đoạn tiếp theo và xếp hạng thứ 42 chung cuộc trong vòng loại. Moyane cũng được Ủy ban Olympic quốc gia bổ nhiệm làm người cầm cờ Swazi trong lễ khai mạc.